# 그리폰 (프레임워크)
그리폰(Griffon)은 자바, 아파치 그루비, 및 코틀린 프로그래밍 언어를 사용하는 오픈 소스 리치 클라이언트 플랫폼 프레임워크이다. 그리폰은 독립적인 개발 환경을 제공하고 개발자로부터 세세한 설정 부분 다수를 숨기면서, 모델-뷰-컨트롤러 패러다임의 사용을 통한 생산성 높은 프레임워크를 목표로 만들어졌다.
프레임워크는 버전 2에서 처음부터 다시 설계되었으며 각기 다른 JVM 프로그래밍 언어들이 따로, 또는 함께 사용할 수 있게 허용한다. 지원되는 UI 프레임워크는 다음과 같다.
- 자바 스윙(Java Swing)
- JavaFX
- 아파치 피봇
- Lanterna

## 같이 보기
- 애자일 소프트웨어 개발